# Headsplit Records
Headsplit Records ist ein im Jahr 2007 gegründetes Plattenlabel aus Portland im US-Bundesstaat Oregon, das seither vor allem Alben aus den Genres Grindcore und Death Metal verlegt. Gegründet wurde es von Disgustor, der aus persönlicher Überzeugung heraus das MC-Format bevorzugt.

## Veröffentlichungen (Auswahl)
- Anima Damnata – Nefarious Seed Grows To Bring Forth Supremacy Of The Beast (2020)
- Ares Kingdom – By the Light of Their Destruction (2019)
- Blood – O Agios Pethane (2017)
- Carnifex – Pathological Rites (2019)
- Cianide – Divide And Conquer (2020)
- Dekapitator – We Will Destroy… You Will Obey! (2021)
- Deiquisitor – Downfall Of The Apostates (2018)
- Depression – Eine Rückbesinnung (2016)
- Evil – Rites Of Evil (2018)
- Exhumed – Horror (2020)
- Haemorrhage – Morgue Sweet Home (2016)
- Headless Death – A Hideous Warning (2016)
- Headless Pez – Carpe Verpa (2018)
- Hirax – Demo (EP, 2016)
- Horrid – Horrid (2015)
- Impetigo – Legacy Of Gore (Kompilation, 2013)
- Infester – Darkness Unveiled (2015)
- Internal Rot – Mental Hygiene (2019)
- Lord Gore – Scalpels For Blind Surgeons (2019)
- Master – Master (2016)
- Mentors – To The Max (2014)
- Mortify – Stench Of Swedish Buzzsaw (2019)
- N.N.M. – Neanderthal Nöise Machine (2020)
- Nasty Savage – Wage Of Mayhem + Rarities (Kompilation, 2021)
- Nekro Drunkz – Lavatory Carnage (2016)
- NunSlaughter – One Night In Hell (2021)
- Pentacle – ...Rides The Moonstorm (2020)
- Rok – Burning Metal (2020)
- Sadistik Exekution – The Magus (2015)
- Sarinvomit – Declaring the Supreme Profanity (2013)
- Savage Grace – Master Of Disguise (2020)
- Slutvomit – Copulation of Cloven Hooves (2019)
- Thy Infernal – Warlords Of Hell (2016)
- Ulcerous Phlegm – Live Grindings 1990 & 1991 (2009)
- Undergang – Døden Læger Alle Sår (2016)
- Vomit – Deathlike Vomit (2021)
- Vomit Angel – Imprint of Extinction (2019)
- Wild Dogs – Wild Dogs (2021)
- Witch Vomit – A Scream from the Tomb Below (2016)